# Ablie Jallow
Abdoulie "Ablie" Jallow (ur. 14 listopada 1998 w Bundung) – gambijski piłkarz, grający na pozycji prawoskrzydłowego we francuskim klubie FC Metz oraz w reprezentacji Gambii. Uczestnik Pucharu Narodów Afryki 2021 i 2023.

## Kariera piłkarska
Swoją piłkarską karierę Jallow rozpoczął w klubie Real Bandżul. W sezonie 2014/2015 zadebiutował w jego barwach w gambijskiej pierwszej lidze. w sezonie 2014/2015 wywalczył z nim wicemistrzostwo Gambii. W 2016 roku odszedł do senegalskiego Génération Foot, z którym w sezonie 2016/2017 sięgnął po mistrzostwo Senegalu.
W lipcu 2017 Jallow został piłkarzem FC Metz. Swój debiut w nim zaliczył 18 sierpnia 2017 w przegranym 0:1 domowym meczu z AS Monaco. W sezonie 2017/2018 spadł z Metz z Ligue 1 do Ligue 2.
W 2019 roku Jallow został wypożyczony do AC Ajaccio, w którym zadebiutował 13 września 2019 w zremisowanym 0:0 domowym meczu z US Orléans. W Ajaccio spędził rok.
Latem 2020 Jallow udał się na wypożyczenie do belgijskiego RFC Seraing. Swój debiut w nim zanotował 28 sierpnia 2020 w wygranym 3:2 domowym meczu z KMSK Deinze. W sezonie 2020/2021 wywalczył z nim awans z drugiej do pierwszej ligi, a latem 2021 przedłużono jego wypożyczenie o kolejny rok.
| Sezon   | Klub            | Kraj    | Rozgrywki              | Mecze | Gole |
| ------- | --------------- | ------- | ---------------------- | ----- | ---- |
| 2014/15 | Real Bandżul    | Gambia  | First Division         | ?     | ?    |
| 2015/16 | Real Bandżul    | Gambia  | First Division         | ?     | ?    |
| 2016/17 | Génération Foot | Senegal | Championnat National   | ?     | ?    |
| 2017/18 | FC Metz         | Francja | Ligue 1                | 2     | 0    |
| 2017/18 | FC Metz B       | Francja | Championnat National 3 | 9     | 0    |
| 2018/19 | FC Metz         | Francja | Ligue 2                | 8     | 0    |
| 2019/20 | AC Ajaccio      | Francja | Ligue 2                | 11    | 1    |
| 2019/20 | AC Ajaccio B    | Francja | Championnat National 3 | 2     | 0    |
| 2020/21 | RFC Seraing     | Belgia  | Eerste klasse B        | 21    | 5    |

## Kariera reprezentacyjna
W reprezentacji Gambii Jallow zadebiutował 20 czerwca 2015 w przegranym 1:3 meczu Mistrzostw Narodów Afryki 2016 z Senegalem, rozegranym w Dakarze. W 2022 roku został powołany do kadry na Puchar Narodów Afryki 2021. Rozegrał na nim cztery mecze: grupowe z Mauretanią (1:0, strzelił w nim gola), z Mali (1:1) i z Tunezją (1:0, strzelił w nim gola) oraz w 1/8 finału z Gwineą (1:0).